# Lac Omina
Ne doit pas être confondu avec Omnia.
Le lac Omina est un plan d'eau douce situé dans la partie Nord-Est du réservoir Gouin, dans le territoire de la ville de La Tuque, dans la région administrative de la Mauricie, dans la province de Québec, au Canada.

## Géographie
Avant la fin de la construction du barrage La Loutre en 1916, créant ainsi le réservoir Gouin, le lac Omina avait une dimension plus restreinte. Après le deuxième rehaussement des eaux du réservoir Gouin en 1948 dû à l’aménagement du barrage Gouin, le lac Omina épousa sa forme actuelle.

## Toponymie
Le toponyme "Lac Omina " a été officialisé le 18 décembre 1986 par la Commission de toponymie du Québec.